# NHRA
NHRA(National Hot Rod Association)は北米のドラッグレースの統括団体で、日本では全米ホットロッド協会とも訳される。
現在は8万人以上のドライバーが登録されているが、これは世界中の各カテゴリーのモータースポーツ主催団体においてトップレベルの数字。また、登録されるドラッグストリップは140以上。他にもドラッグレースを統括、主催する団体は各国に存在するが、競技レベルと規模においてNHRAが頂点にある。
アメリカではインディカーやF1世界選手権並の人気を誇る。しかし、日本ではほとんど知られておらず報道･放送も皆無だが、アメリカングッズやモータースポーツグッズ関連として本協会の楕円形にNHRAのロゴの知名度は有り、ステッカーやワッペンなどは流通している。

## 歴史
1951年、ウォリー・パークスを中心にドラッグレースの統括と普及を目的としてカリフォルニア州で結成、競技レベルを上げ、高い安全性を保つ為のルール作りを開始
1955年、カンサス州で最初のイベントを実施、当初は専用コースがなかった為、空軍の飛行場跡地などを使用したレースが一般的だった
1961年、トップ・フューエルによるナショナルズをトップイベント、ウインターナショナルズをセカンドイベントとした
1963年、ミッキー・トンプソンが開発したスタートシステム、"クリスマスツリー"を導入
1964年、英国で初めてのドラッグレーシング・ツアーを実施
1966年、ファニー・カークラスを追加、オーストラリアで初めてのドラッグレーシング・ツアーを実施
1970年、プロ・ストッククラスを追加
1971年、ドン・ガーリッツが初めてリアエンジンのトップ・フューエルを走らせた
1975年、最高到達速度が時速250マイル(約400キロ)を突破（ドン・ガーリッツ）
1976年、トップ・フューエルにおいて初の女性ウィナーの誕生（シャーリー・マルドニー）
1984年、最高到達速度が時速260マイル(約416キロ)を突破（ドン・ガーリッツ）
1987年、プロ・ストック・モーターサイクル・クラスを追加
1988年、初めて4秒台のタイムを記録（ジーン・スノー）
1992年、最高到達速度が時速300マイル(約480キロ)を突破（ケニー・バーンスタイン）
1994年、プロ・ストックで初めて6秒台のタイムを記録（カート・ジョンソン）
1995年、川上英二が全12戦フル参戦しポモナの大会でセミファイナル進出を果たす。(シリーズ11位。)
1997年、ファニー・カー・クラスに出場した岡崎ケンジが日本人初優勝を飾り、年間6位に入賞した。
1998年、NHRAモータースポーツ博物館が完成（カリフォルニア州ポモナ）
1999年、最高到達速度が時速330マイル(約528キロ)を突破（トニー・シューメイカー）
2002年、ジョン・フォースが10年連続のファニー・カー年間チャンピオンに輝く
2007年、ウォリー・パークスが94歳で死去
2008年、トヨタがファニーカークラスで初タイトルを獲得。
2009年、トップ・フューエルとファニー・カーの競技距離を1/4マイル(1320フィート)から1000フィートに短縮
2017年、ジョン・フォースの次女ブリタニー・フォースがシャーリー・マルドニー以来、女性として史上2人目のトップ・フューエル年間王者に輝く。
2019年、川上エイジがデンバーのイベントにスポット参戦。23年振りの復帰戦ながらクヲリファイ12位でトーナメント進出。RD1で7,295を記録するもFOULで敗退。

## クラス
トップ・フューエル、ファニー・カー、プロ・ストック、プロ・ストック・バイクの4つをプロ・クラスと呼ぶ。
NHRAにおいて"プロ・レーサー"と呼べるのはプロ・クラスに参戦しているドライバーのみである。
他にも以下のスポーツマン・クラスが存在し、スノーモービルのクラスもある。
プロ・モディファイド、トップ・アルコール・ドラッグスター、トップ・アルコール・ファニー・カー、トップ・ドラッグスター、トップ・スポーツマン、スーパー・コンプ、コンペティション・エリミネーター、スーパー・ストック、ストック・エリミネーター、スーパー・ガス、スーパー・ストリート等
スポーツマン・クラスに参加するレーサーが全体の95%を占める。彼らはイベントへの参加費を支払い、各地域イベントを中心に参戦している。

## 主なレーサー

### トップ・フューエル
- ブリタニー・フォース
- トニー・シューマチャー
- ドン・ガーリッツ
- シャーリー・マルドニー
- アントロン・ブラウン（英語版）[3]

### ファニー・カー
- ジョン・フォース
- ロバート・ハイト
- トニー・ペドレゴン
- ロン・キャップス
- 岡崎ケンジ

### プロ・ストック
- ワーレン・ジョンソン
- グレッグ・アンダーソン
- ボブ・グライデン

### プロ・ストック・バイク
- エド・クラウィエック
- アンドリュー・ハインズ
- 川上英二

## スポンサー
1970年から始まったNHRAチャンピオンシップ・ドラッグ・レーシング・シリーズにはタバコメーカーのR.J.レイノルズ・タバコ・カンパニーがスポンサーとなり、商標のウィンストンがシリーズ名に使われていた。2001年、タバコメーカーのスポーツイベントへの関わりを1件のみに制限するというアメリカの新法に従い、R.J.レイノルズ・タバコ・カンパニーはNASCARを選択。その為、2002年からはコカコーラ社がスポンサーになり、パワーエイド・ドラッグ・レーシング・シリーズと名称を変えた。2009年から2012年まではフルスロットル・ドラッグ・レーシング・シリーズ、2013年からはメロー・イエロー・ドラッグ・レーシング・シリーズと、タイトル名を変更している。